# Camponotus ashokai
Camponotus ashokai is een mierensoort uit de onderfamilie van de schubmieren (Formicinae). De wetenschappelijke naam van de soort is voor het eerst geldig gepubliceerd in 2006 door Karmaly & Narendran.